# Герберт Кнаппе
Герберт Вільгельм Франц Кнаппе (нім. Herbert Wilhelm Franz Knappe; 18 січня 1891, Глац — ?) — німецький льотчик-ас, лейтенант Імперської армії (17 травня 1916).

## Біографія
Вступив у військову авіацію у вересні 1914 року. Воював на Східному фронті, літаючи на винищувачі Albatros D.II у складі 21-го польового льотного дивізіону, потім — у винищувальній ескадрильї «Обер Ост». За час Першої світової війни Герберт Кнаппе був збитий тричі, включаючи 16 червня 1918, але в перших двох випадках поранення були несерйозними. В 1918 році переведений на Західний фронт, 11 лютого прибув в 73-тю винищувальну ескадрилью, де служив до 6 квітня, коли його було призначено командиром 81-ї винищувальної ескадрильї. Востаннє Кнаппе був збитий і поранений 25 серпня і більше на фронт не повернувся.
Всього на рахунку аса 9 повітряних перемог.

## Нагороди
- Залізний хрест 2-го і 1-го класу
- Королівський орден дому Гогенцоллернів, лицарський хрест з мечами (9 січня 1918)